# Ahernia
Ahernia, monotipski biljni rod u porodici Achariaceae koja raste samo na otoku Hainan u Kini i filipiknskom otoku Luzon. Jedina vrsta je A. glandulosa. 
Rod je opisan 1909., a ime je dano u čast pukovnika Georga P. Aherna, direktora šumrstva na Filipinima.
Nekada je uključivan u porodicu Flacourtiaceae